# Vesting Poznań

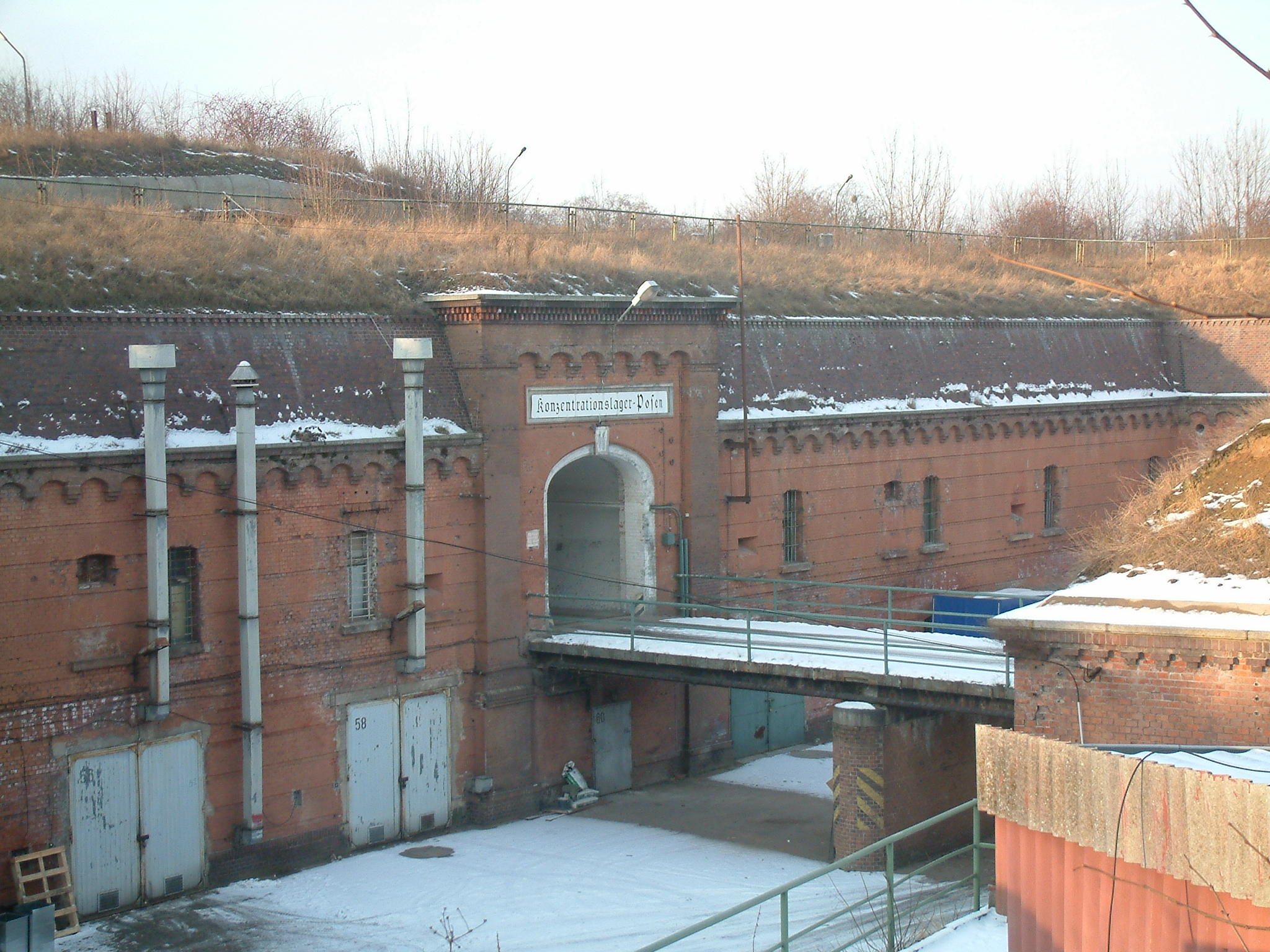
Fort VII

De Vesting Poznań (Duits: Festung Posen; Pools: Twierdza Poznań) bestaat uit een reeks negentiende-eeuwse forten in de stad Poznań (Polen). De vesting is het twee na grootste systeem in zijn soort in Europa.

## De bouw
De opdracht tot de bouw werd gegeven door generaal Karl Wilhelm Georg von Grolman (van 1815 tot 1819 opperbevelhebber van het Pruisische leger). Aanleiding was de angst dat de Poolse bevolking in dit in 1793 door Pruisen veroverde gebied in opstand zou komen. Na Grolman bogen zich nog twee generaals, resp. Gustav von Rauch (inspecteur fortificatiën) en Karl von Hake over de bouwtekeningen. Uiteindelijk gaf koning Frederik Willem III op 14 augustus 1828 toestemming om op de Winiary heuvel met de bouw te beginnen. In 1829 werd daadwerkelijk met de bouw begonnen. De Citadel (fort Winiary) werd toen onderdeel van een complex verdedigingswerk waar de rivier de Warte en de beek de Wierzbak ook onderdeel van vormden. Later werden achtereenvolgens de forten van de buitenring en de binnenring gebouwd.

## De opbouw

### De basis
Fort Winiary (Citadel) aan de aleja Cytadelowców is gebouwd tussen 1829 - 1839. Nu is hier het Citadelpark.

### De buitenring
- Fort I (Röder) aan de ul. Książęca in Starołęka is gebouwd tussen 1878 - 1880. In 1944 is er een Focke-Wulf vliegtuigfabriek in het fort gevestigd. Er was een spoorverbinding met het station Poznan-Starołęka. Heden wordt het nog deels gebruikt voor industriële doeleinden.
- Fort II (Stülpnagel) aan de ul. Obodrzycka in Żegrze (Rataje) is gebouwd tussen 1878 - 1882. In 1944 is er een Focke-Wulf vliegtuigfabriek in het fort gevestigd. Er was een spoorverbinding met zijspoor.
- Fort III (Gröber) ligt nu midden in de nieuwe dierentuin. Het is gebouwd tussen 1877 - 1881. Momenteel is er een dolfinarium in.
- Fort IV (Hake) aan de ul. Bałtycka in Karolin, is gebouwd tussen 1878 - 1882. Was tijdens de nazi bezetting een munitiefabriek. Is na de bezetting gesloopt. Er zijn nog wat resten.
- Fort V (Waldersee I) aan de ul. Lechicka, bij Osiedle Wichrowe Wzgórze in Winogrady, is gebouwd tussen 1879 - 1883. Tijdens de nazi bezetting zijn de grachten voorzien van een overkapping en als munitieopslagplaats gebruikt. Het voortse deel van de fortificatie bestaat nog.
- Fort VI (Tietzen) bij de kruising van de ul. Lutycka en de ul. Strzeszyńska in Jeżyce is gebouwd tussen 1879 - 1883. Na 1945 door het leger gebruikt. Is in goede conditie.
- Fort VII aan de Al. Polska in het Ogrody district is gebouwd tussen 1876 - 1880. Tijdens de bezetting door de nazi’s was hier het eerste concentratiekamp buiten Duitsland gevestigd. Het is nu een museum over die periode.
- Fort VIII (Grolman) aan de ul. Grunwaldzka and ul. Bułgarska, naast het Lech Poznań Stadion, is gebouwd tussen 1876 – 1882.
- Fort IX (Brünneck) aan de ul. Głazowa in Świerczewo is gebouwd tussen 1876 – 1880. Het was in oorlogstijd volledig overkapt waardoor een grote opslagruimte ontstond. Was in 2011 nog in goede conditie en werd nog deels gebruikt voor industriële doeleinden waaronder opslag. Het geaccidenteerde terrein wordt nu gebruikt als parcours voor crossfietsers..

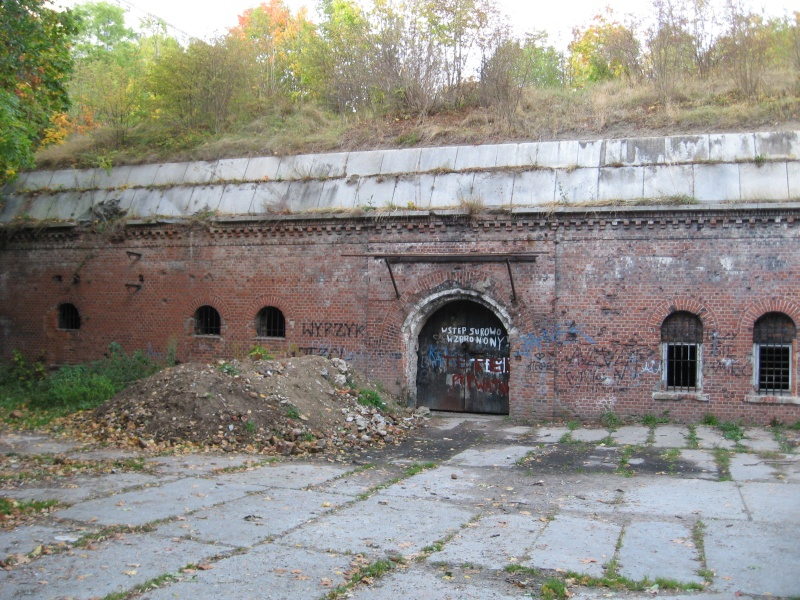
Fort Va

### De binnenring
- Fort Ia (Boyen) aan de ul Gołężycka in Minikowo is gebouwd tussen 1887 - 1890. De gracht staat tegenwoordig deels onder water
- Fort IIa (Thümen) in Chartowo (Rataje) is gebouwd tussen 1887 - 1890. De gracht staat tegenwoordig deels onder water. Fort is gerestaureerd. Wordt nu door natuurgroepen en de scouts gebruikt.
- Fort IIIa (Prittwitz) in Miłostowo is gebouwd tussen 1887 - 1890. De bijzondere stalen rolluiken zijn in takt.
- Fort IVa (Waldersee II) aan de ul Lechicka is gebouwd tussen 1878 - 1881. In de Tweede Wereldoorlog vernietigd. Later deels gesloopt. Wordt tegenwoordig door de scouts onderhouden.
- Fort Va (Bonin) in Piątkowo ligt nu ten zuiden van Osiedle Bolesława Chrobrego en is gebouwd tussen 1887 - 1890. Door de Russen in February 1945 verwoest.
- Fort VIa (Stockhausen) aan de ul. Golęcińska is gebouwd tussen 1879 - 1883. Verwoest in de oorlog. Daarna gesloopt. Sommige delen bestaan nog.
- Fort VIIa (Strotha) in Marcelin is gebouwd tussen 1887 - 1890. Wordt gebruikt voor industriële doeleinden.
- Fort VIIIa (Rohr) in Górczyn (nu in de omgeving van Osiedle Kopernika) is gebouwd tussen 1887 - 1890. Is goed onderhouden. Is als opslagruimte in gebruik geweest.
- Fort IXa (Witzleben) in Dębiec is gebouwd tussen 1877 - 1880. Deels ten dienste van een spoorweg gesloopt in 1941.

## Geschiedenis
In 1907 werd door brandweercommandant Dr. Reddemann (1885-1951) in de vesting Posen (Pruisen) de vlammenwerper uitgevonden.
Fiedler deed gelijktijdig elders in Duitsland dezelfde vinding. De vlammenwerper is vervolgens in Eerste Wereldoorlog veelvuldig gebruikt.
Tijdens de nazibezetting was er een Focke-Wulf fabriek en een dochteronderneming van die fabriek in de vesting gevestigd. Verder werden er onderdelen van de Focke-Wulf vliegtuigen opgeslagen.
Ook waren er diverse munitiemagazijnen en gevangenissen en krijgsgevangenkampen. In Fort VII (Colomb) was tijdens de nazibezetting het eerste naziconcentratiekamp in het door de nazi's bezette Polen.
Op 23 februari 1945 nam Vasili Ivanovitsj Tsjoejkov met zijn achtste gardeleger de vesting in. Op 24 januari had Tsjoejkov de opdracht tot inname van de vesting gekregen. Eerst op 18 februari kon hij de aanval openen. Voor de inname pleegde de Duitse vestingcommandant generaal-majoor Ernst Gonell zelfmoord. De resten van zijn garnizoen gaven zich later die dag over. Deze geschiedenis was oorzakelijk aan de blijvende ruzie tussen Tsjoejkov en zijn commandant Georgi Zjoekov.

## Foto's

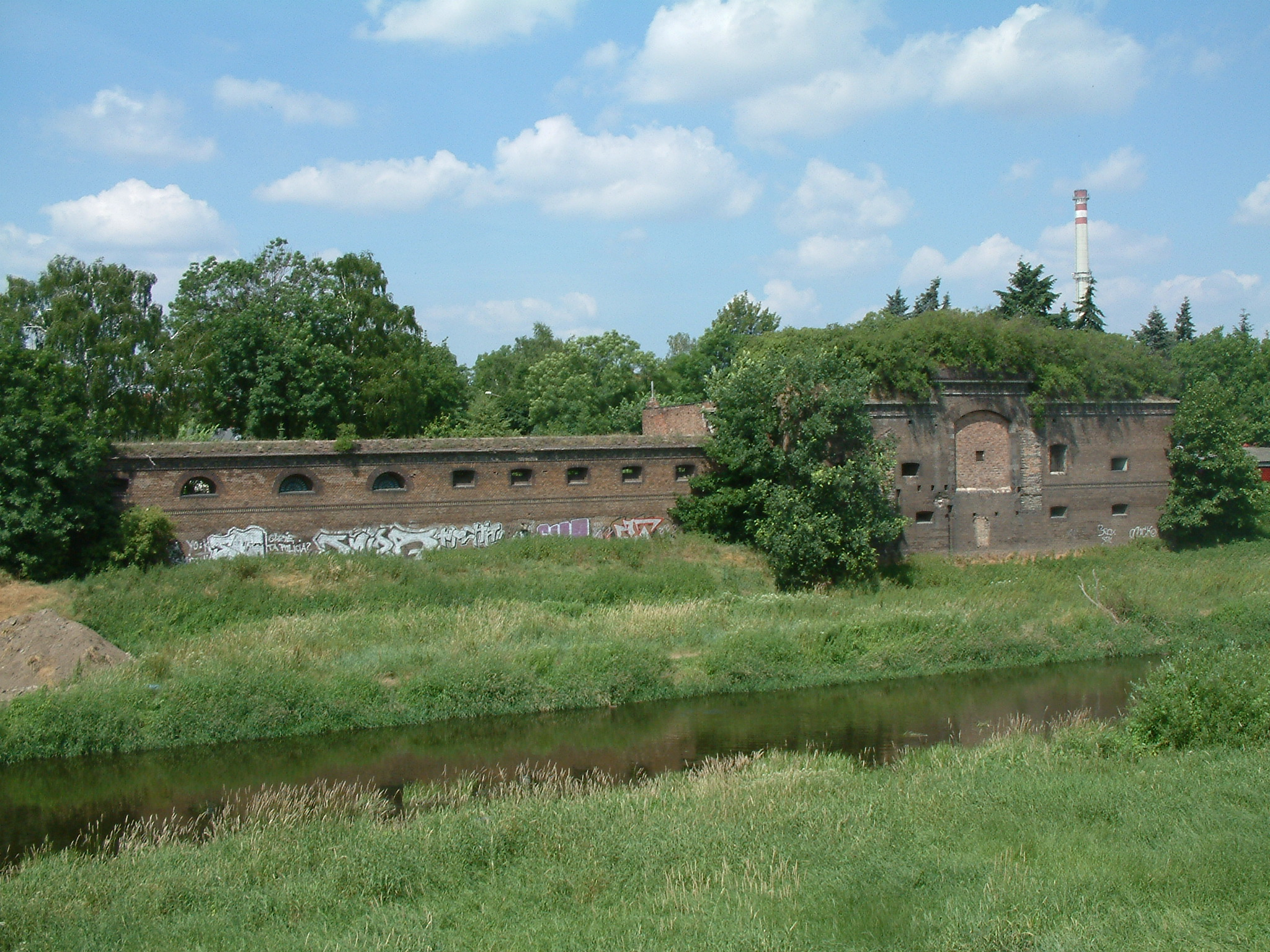
Resten van de Dom Schleuse, deel van de binnenste verdedigingsring. Buitenaanzicht.
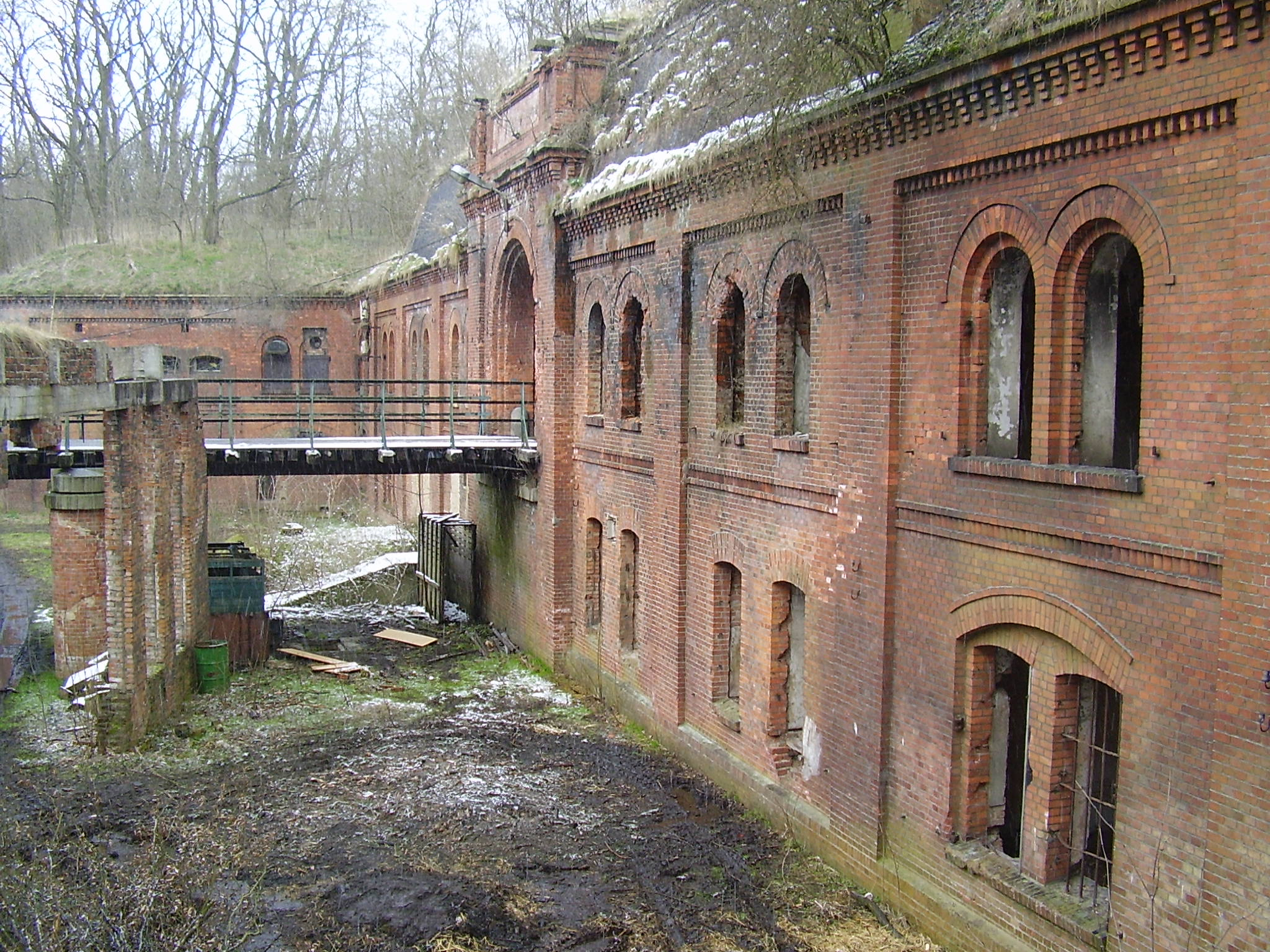
Fort III (Fort Gröber).
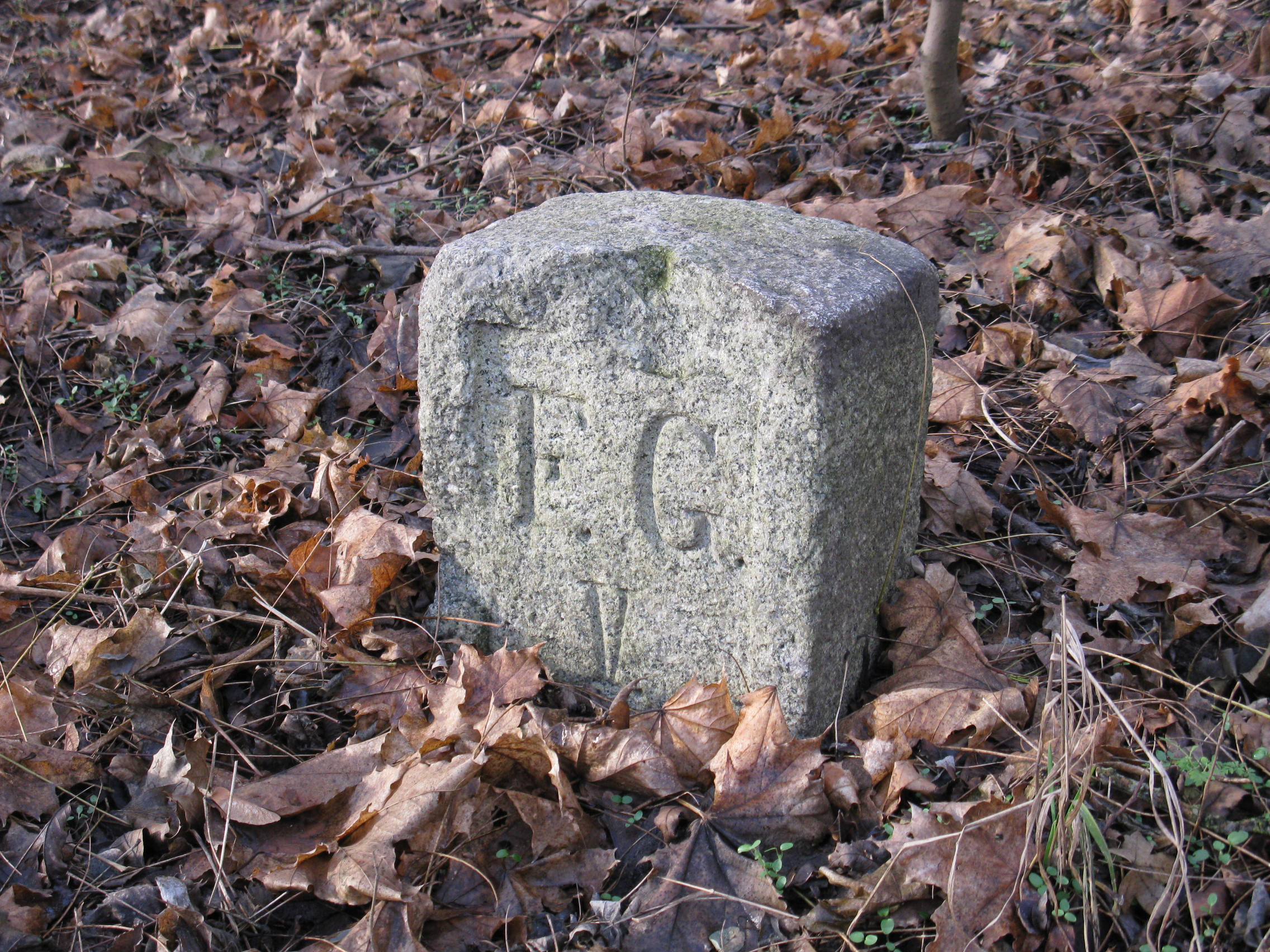
Grenssteen van Fort IVa (Waldersee II)
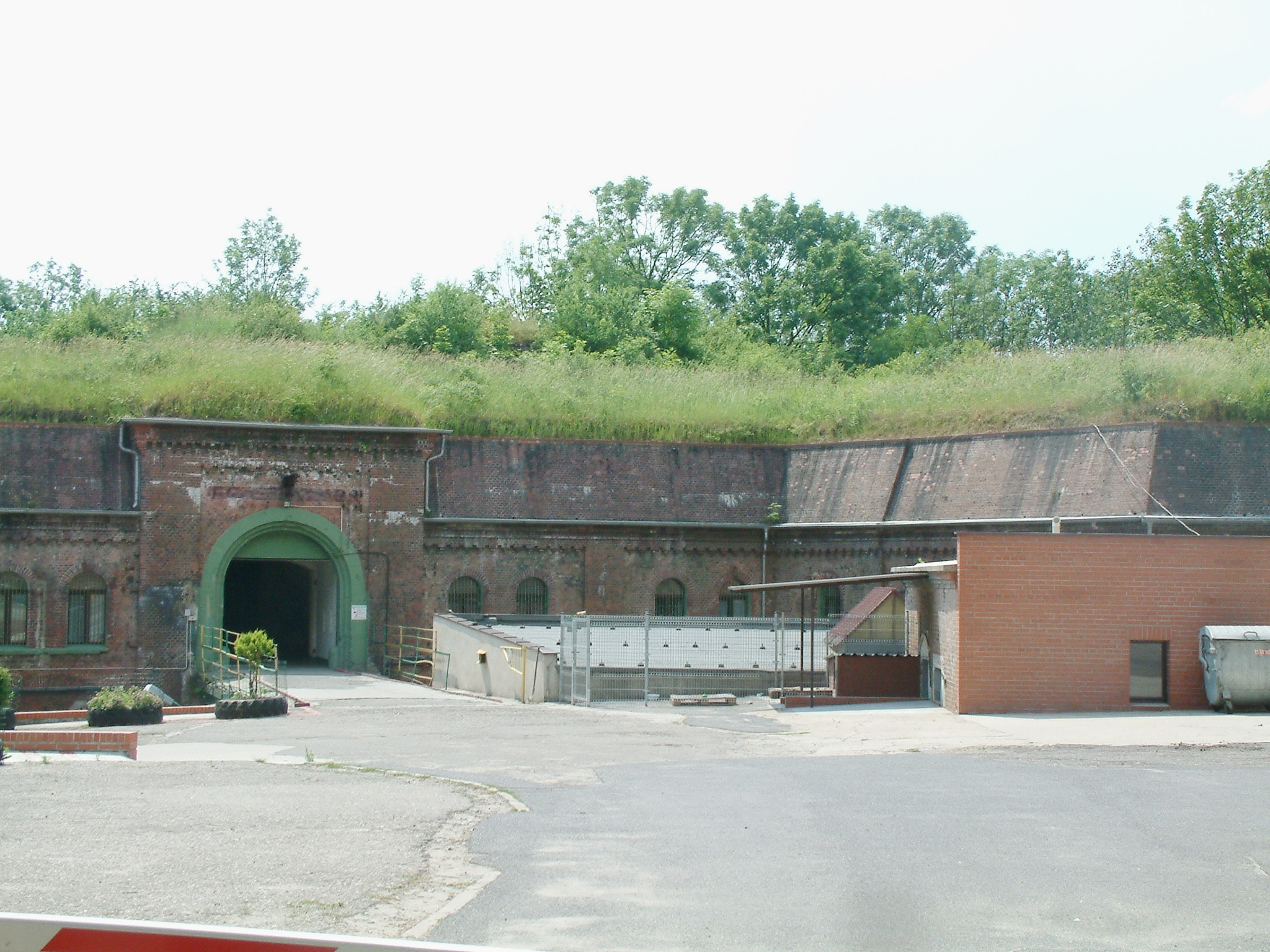
Fort I (Fort Röder)
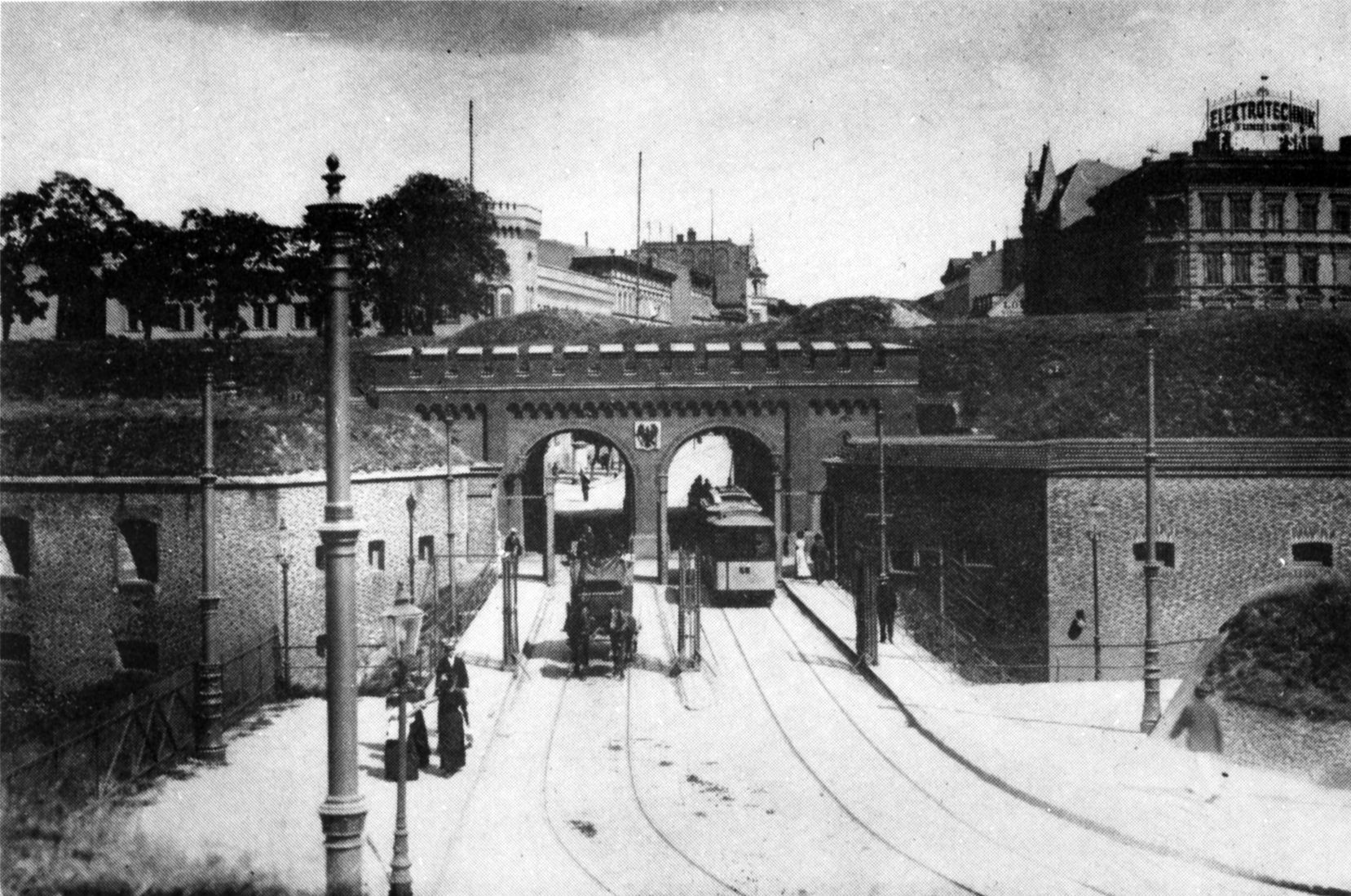
De Berlijner Poort - 1890
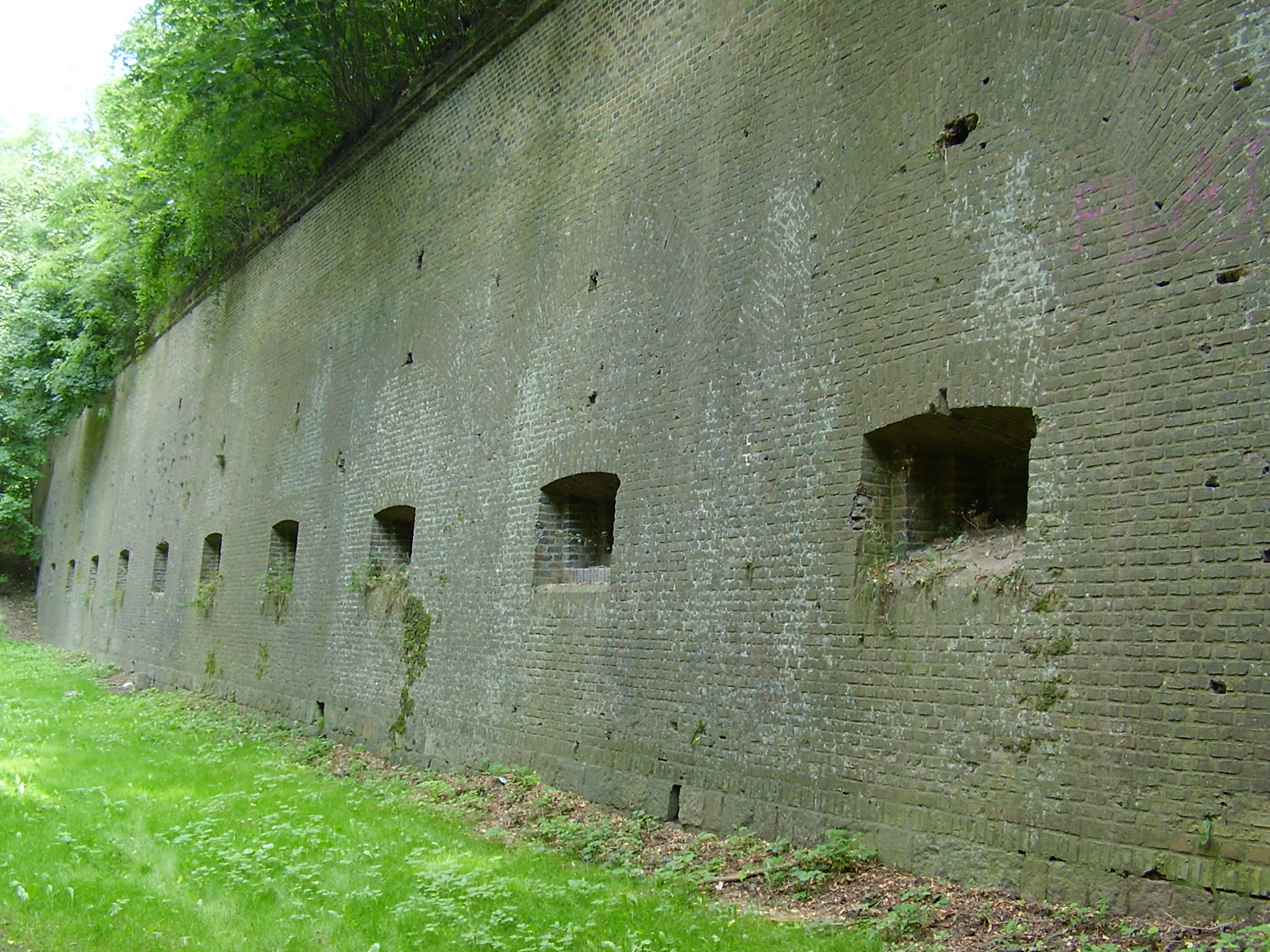
Fort Winiary (Citadel)
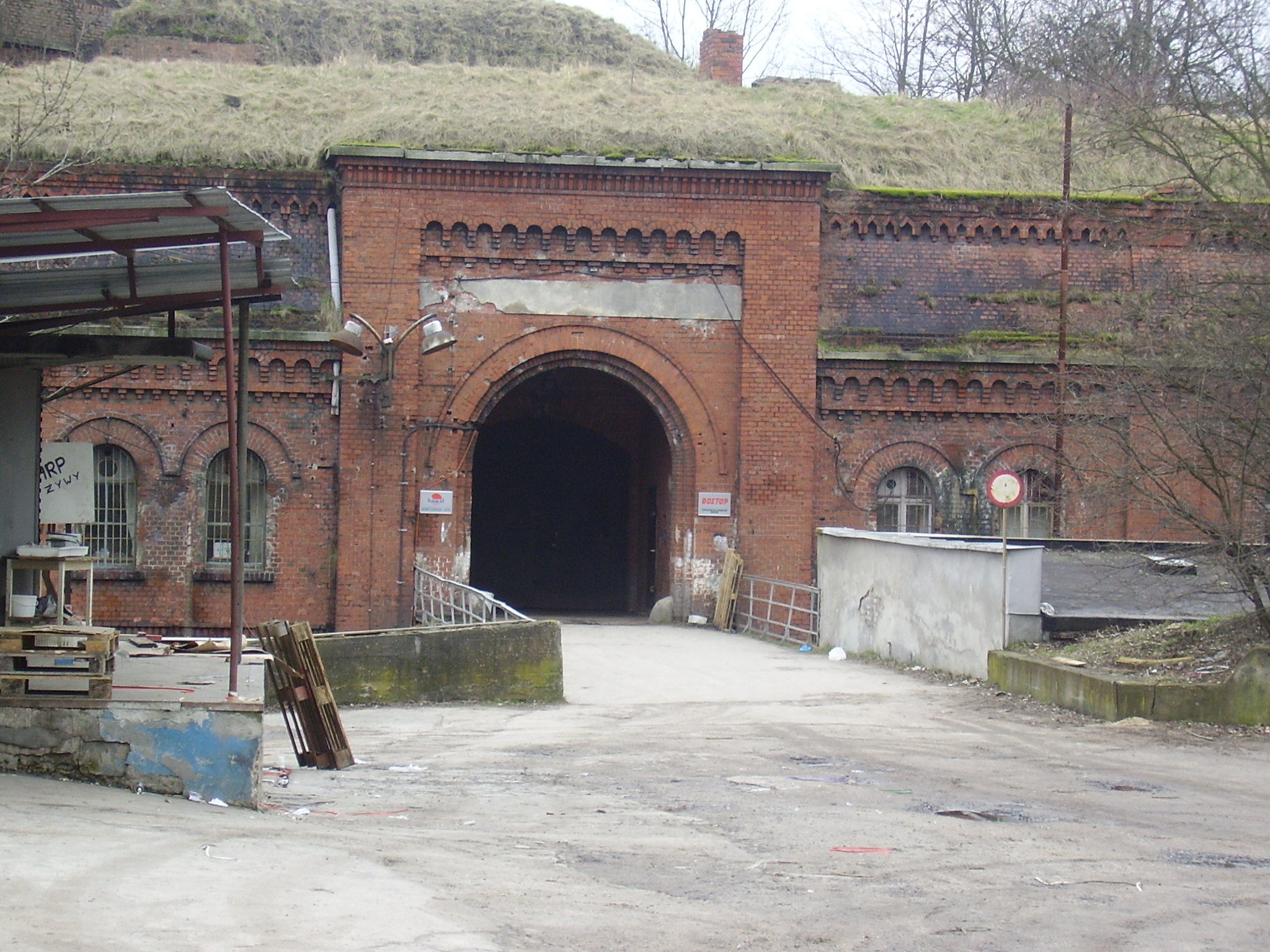
Fort II (Stülpnagel)
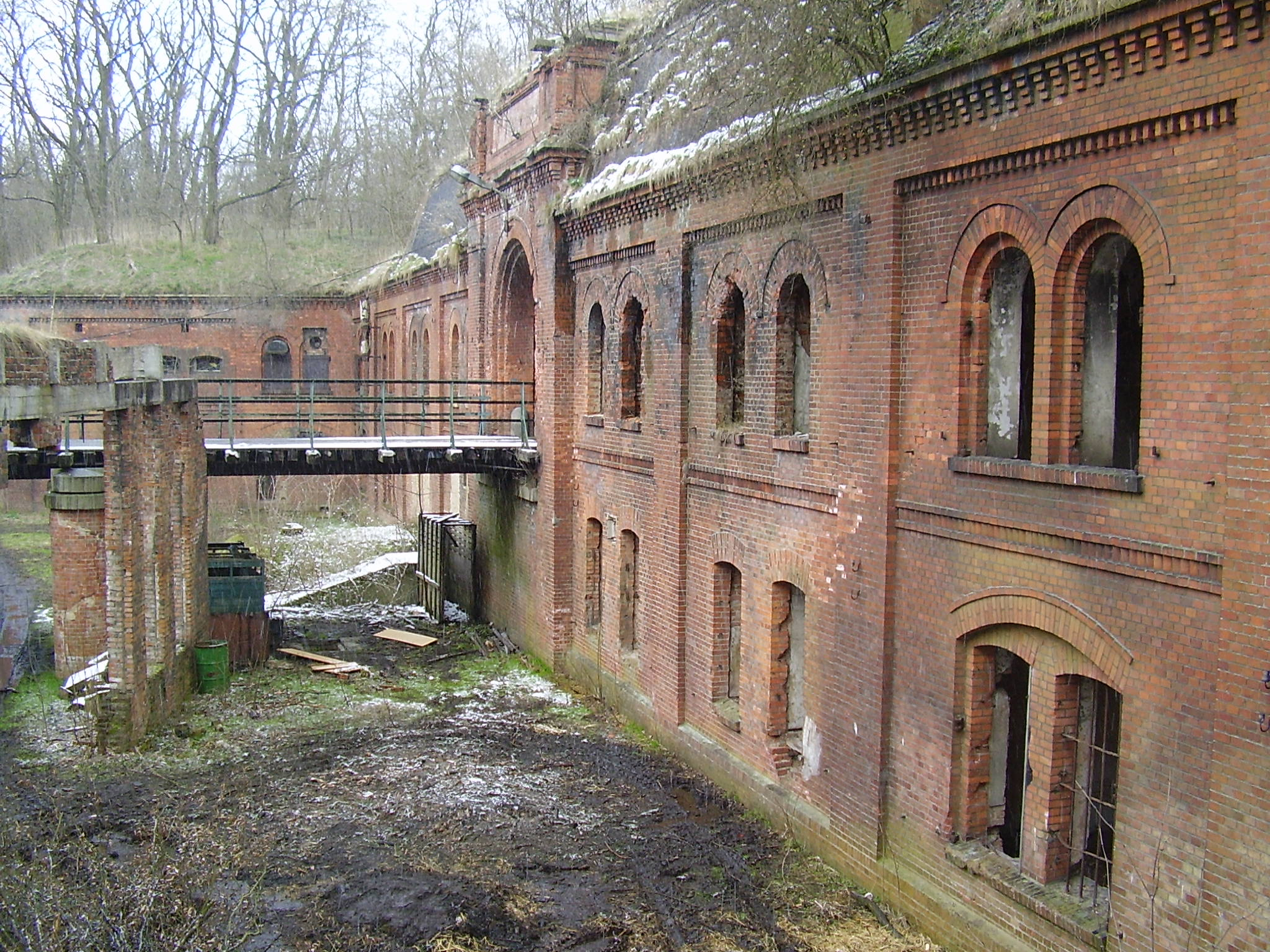
Fort III (Gröber)
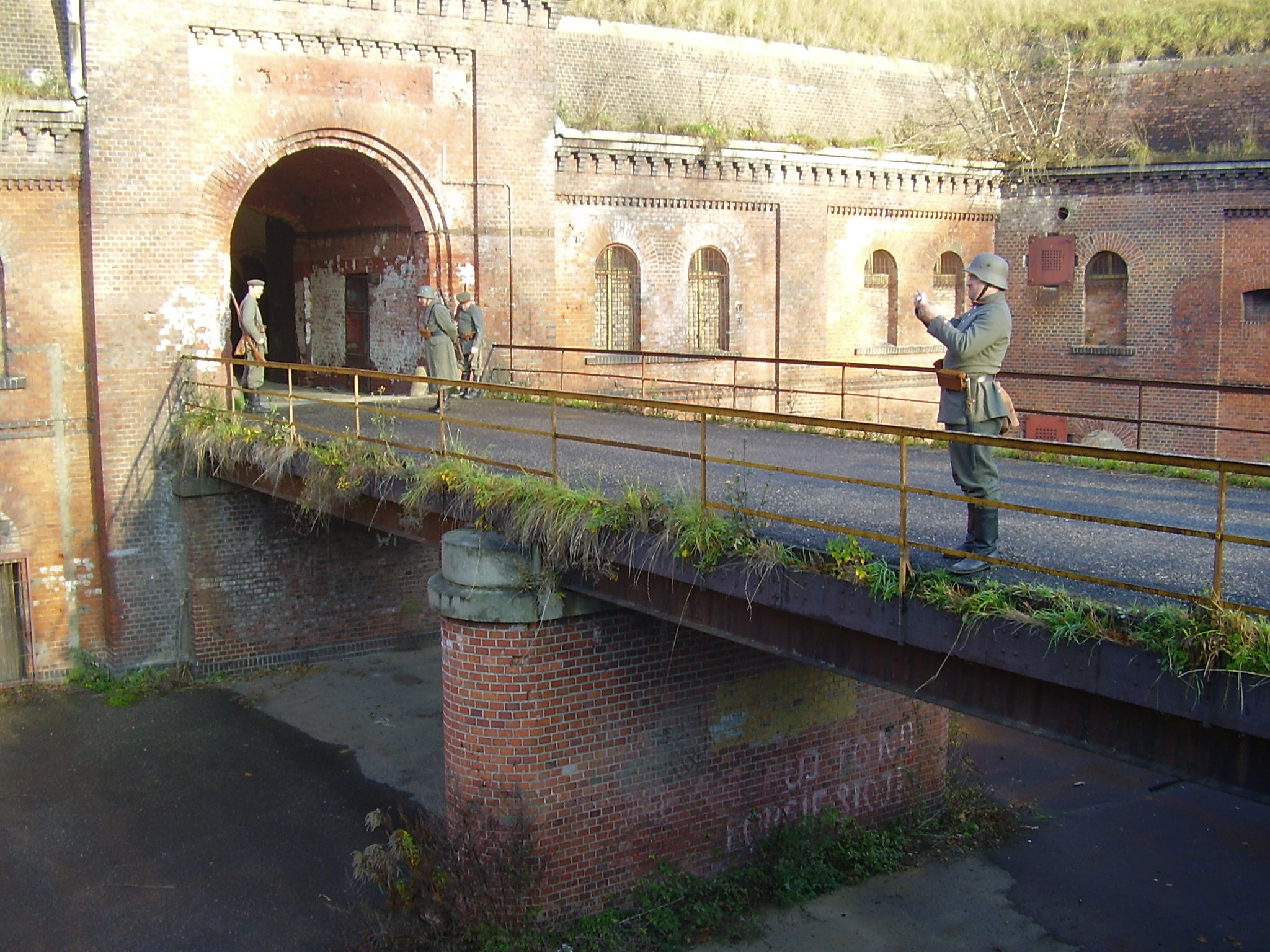
Fort VI (Tietzen) in Jersitz
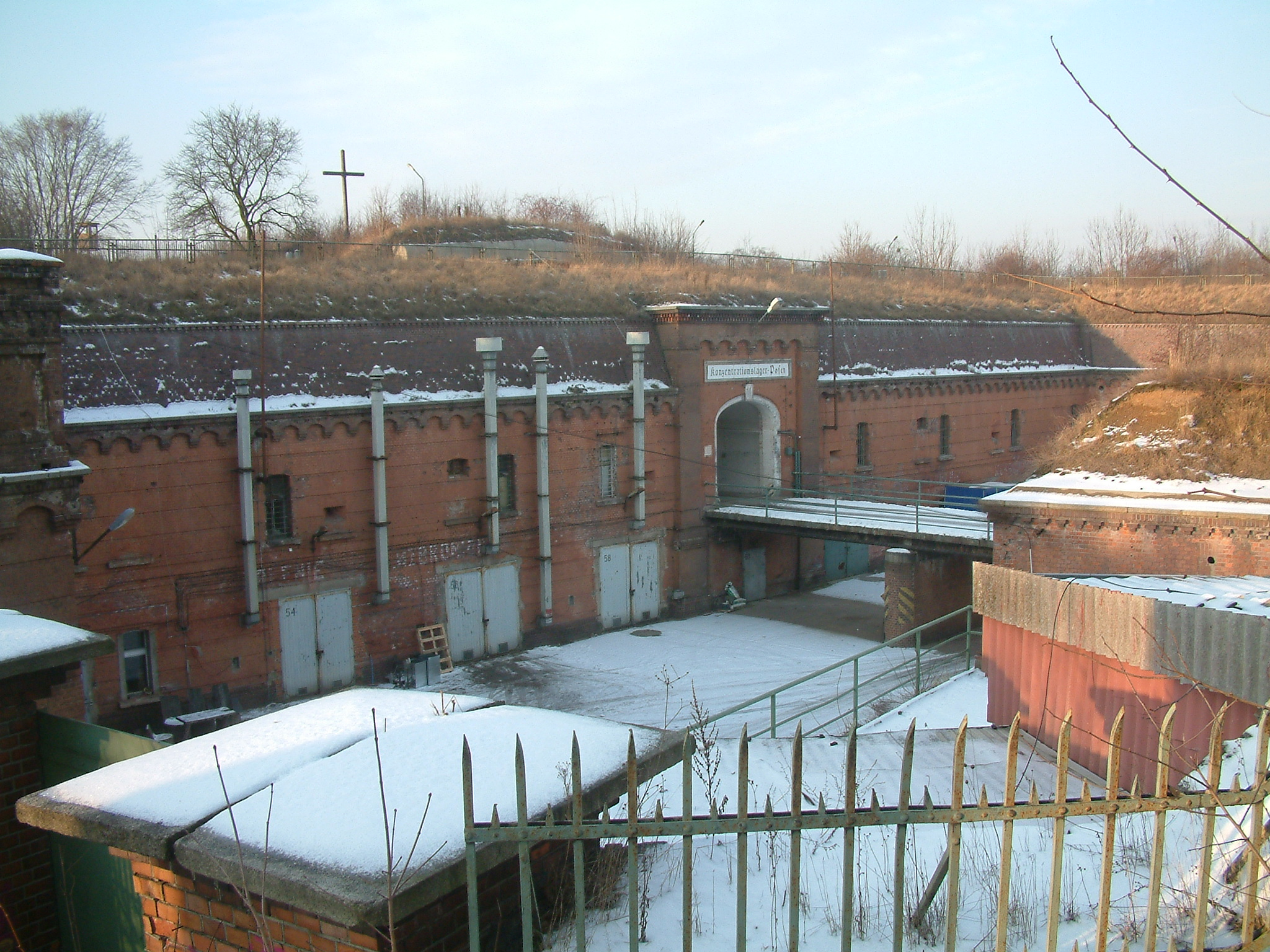
Fort VII (Colomb)
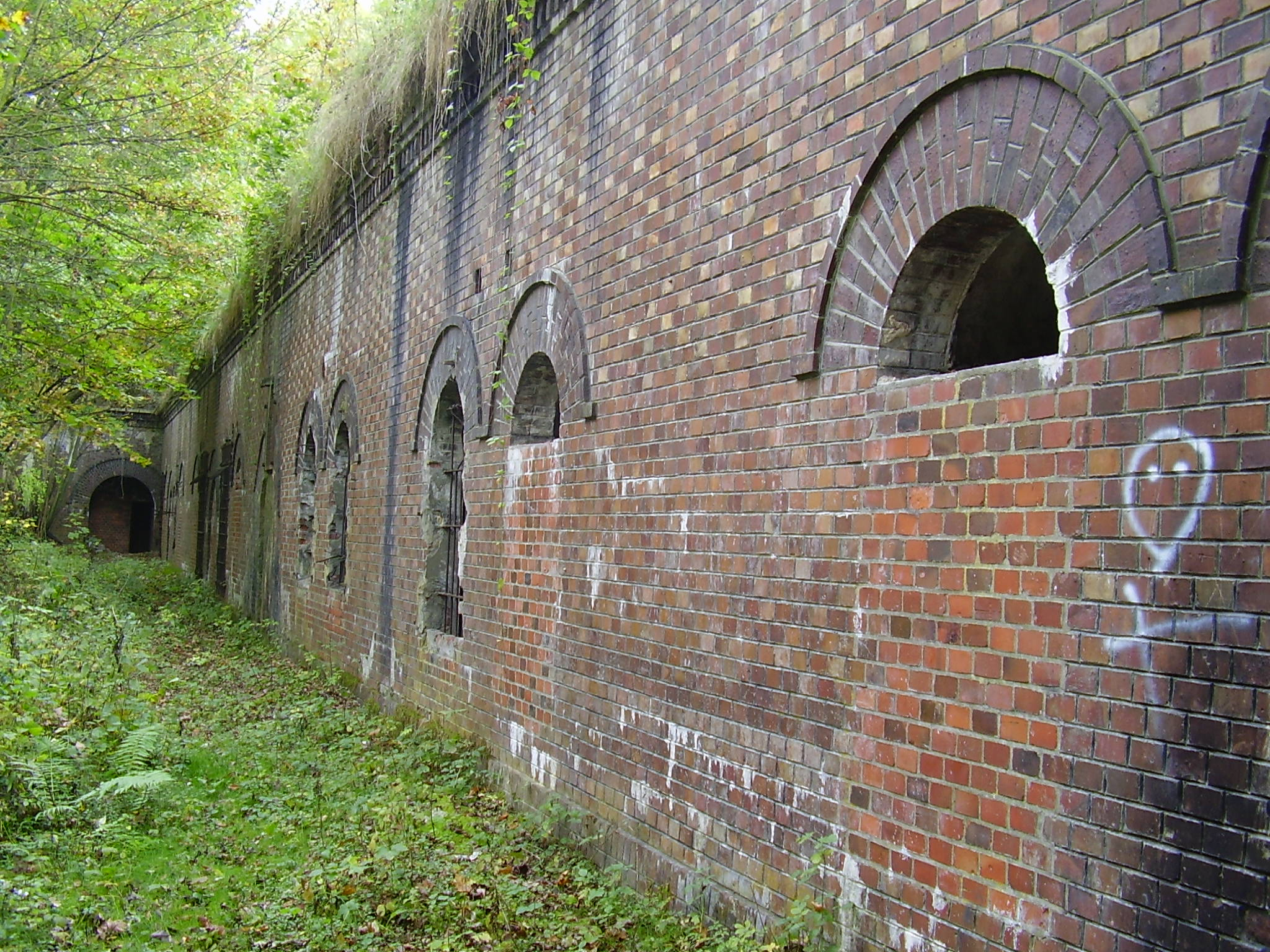
Fort Ia (Boyen)
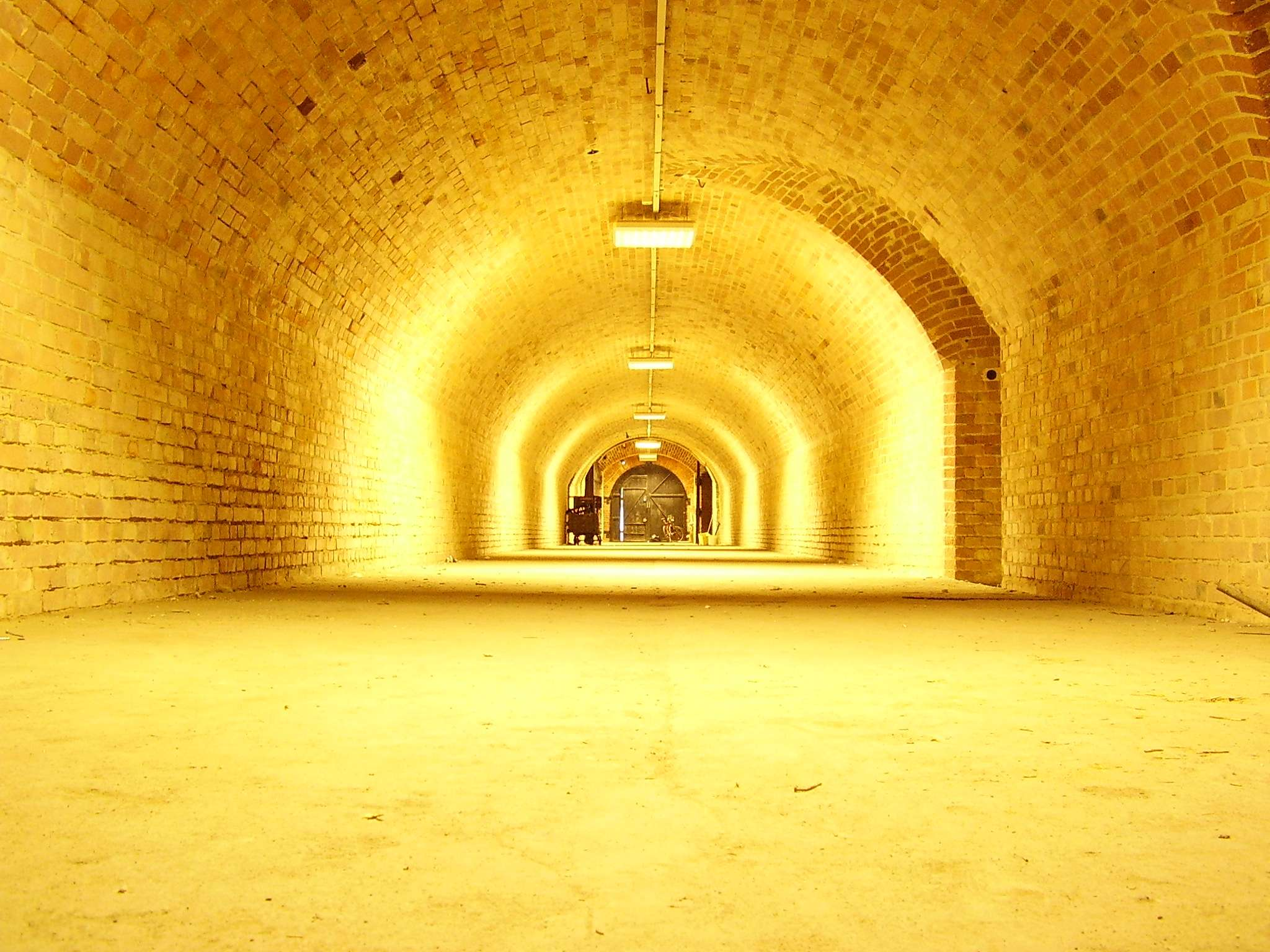
Fort IIa (Thümen)
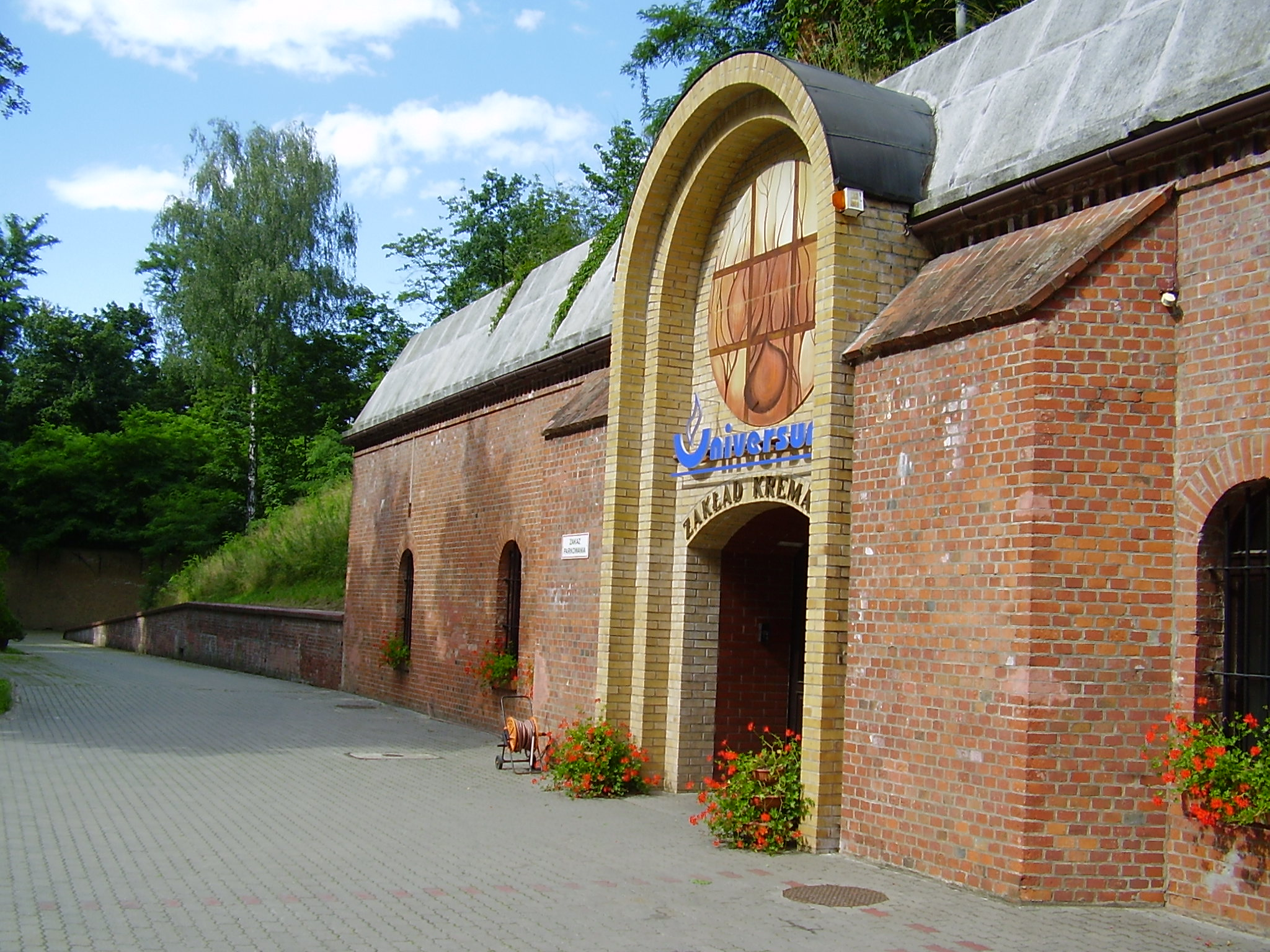
Fort IIIa (Prittwitz)
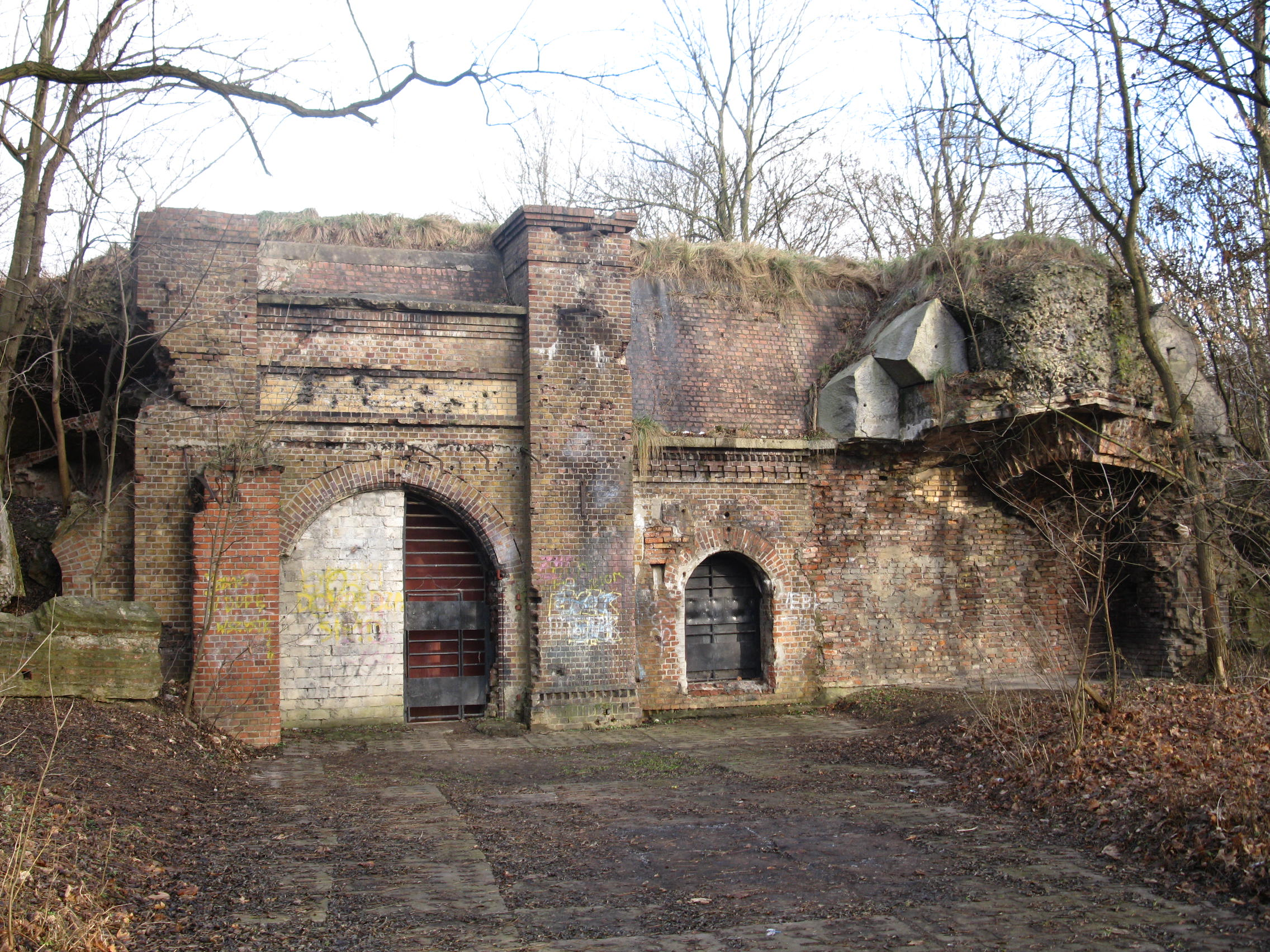
Fort IVa (Waldersee II)
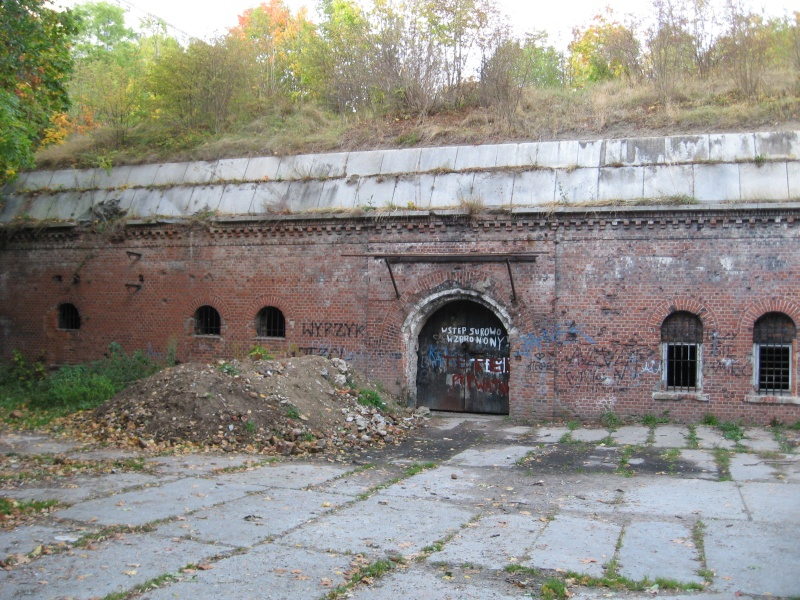
Fort Va (Bonin)
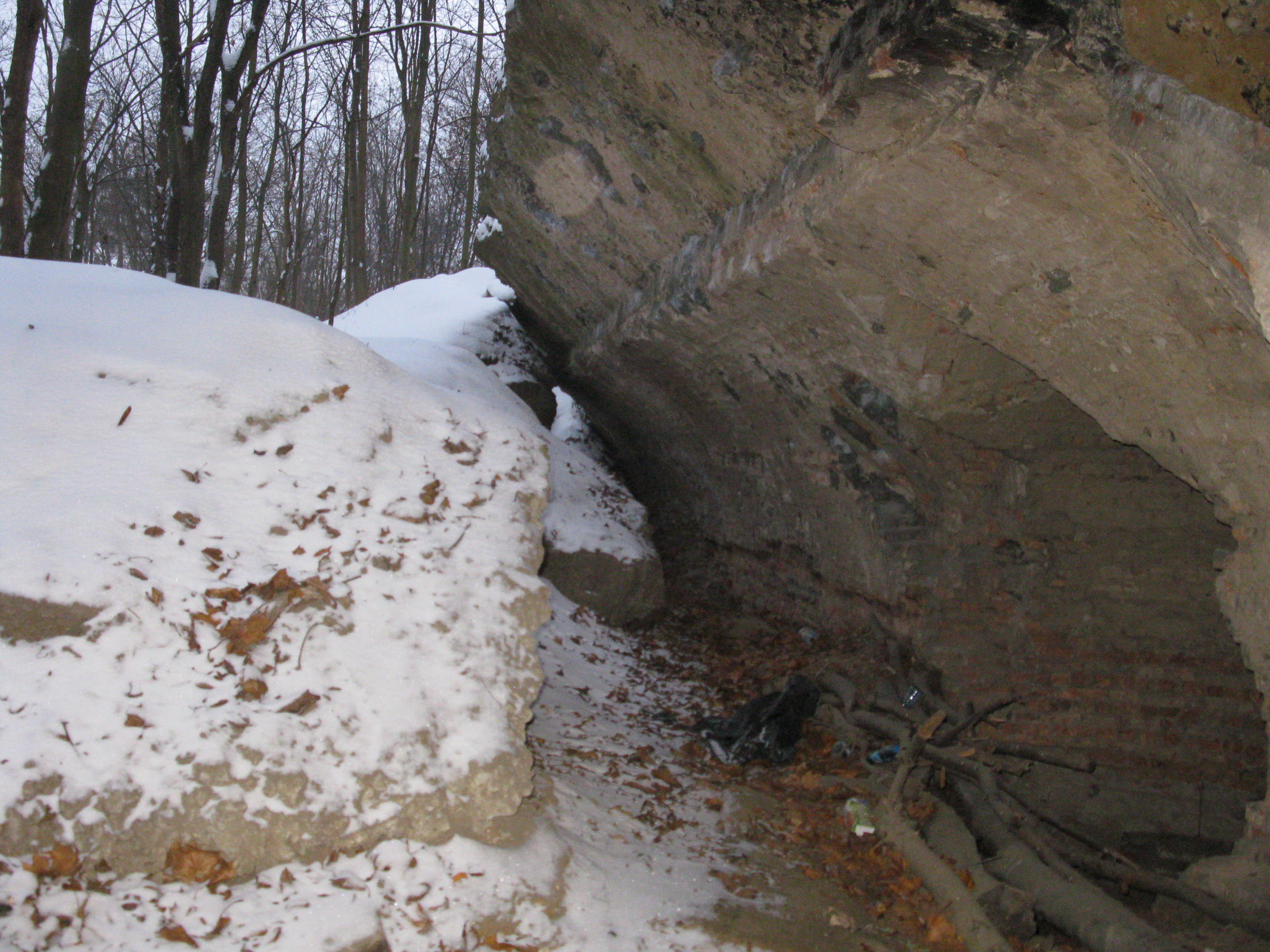
Fort VIa (Stockhausen)
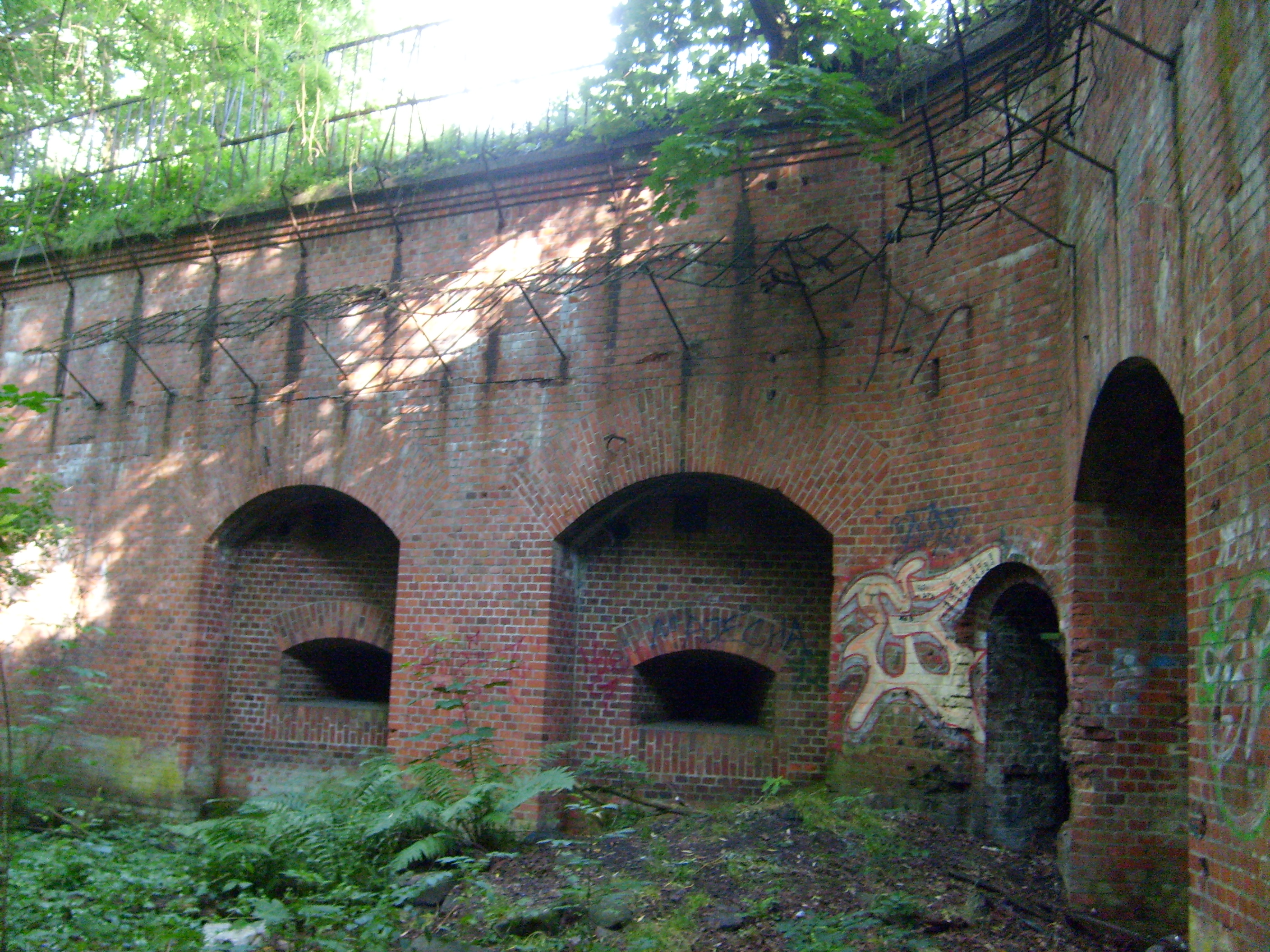
Fort VIIIa (Rohr)
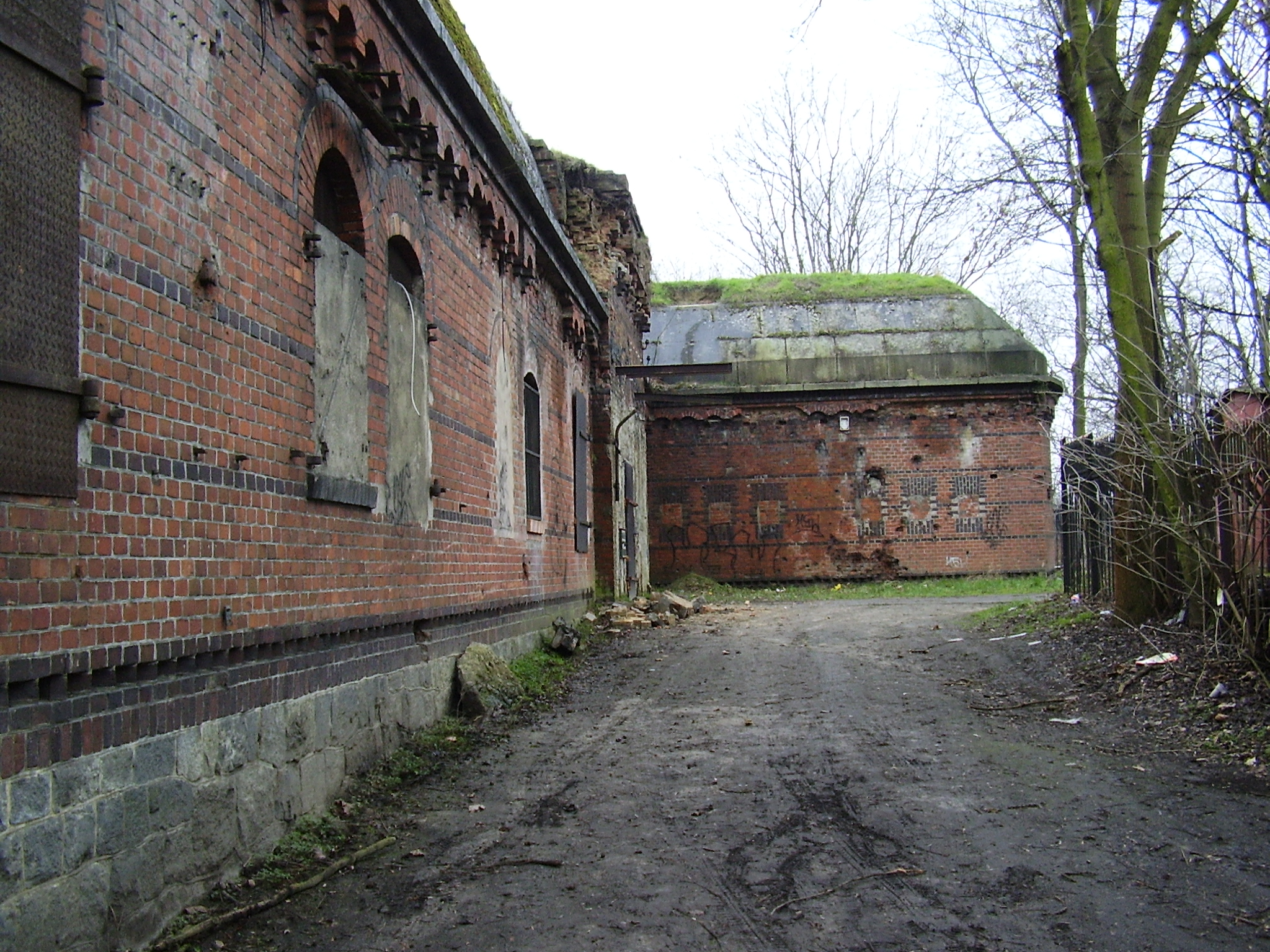
Fort IXa (Witzleben)
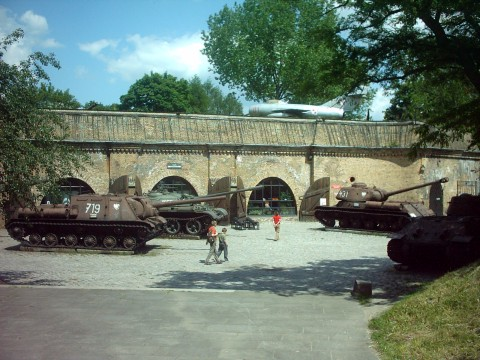
Militairmuseum in de Citadel.
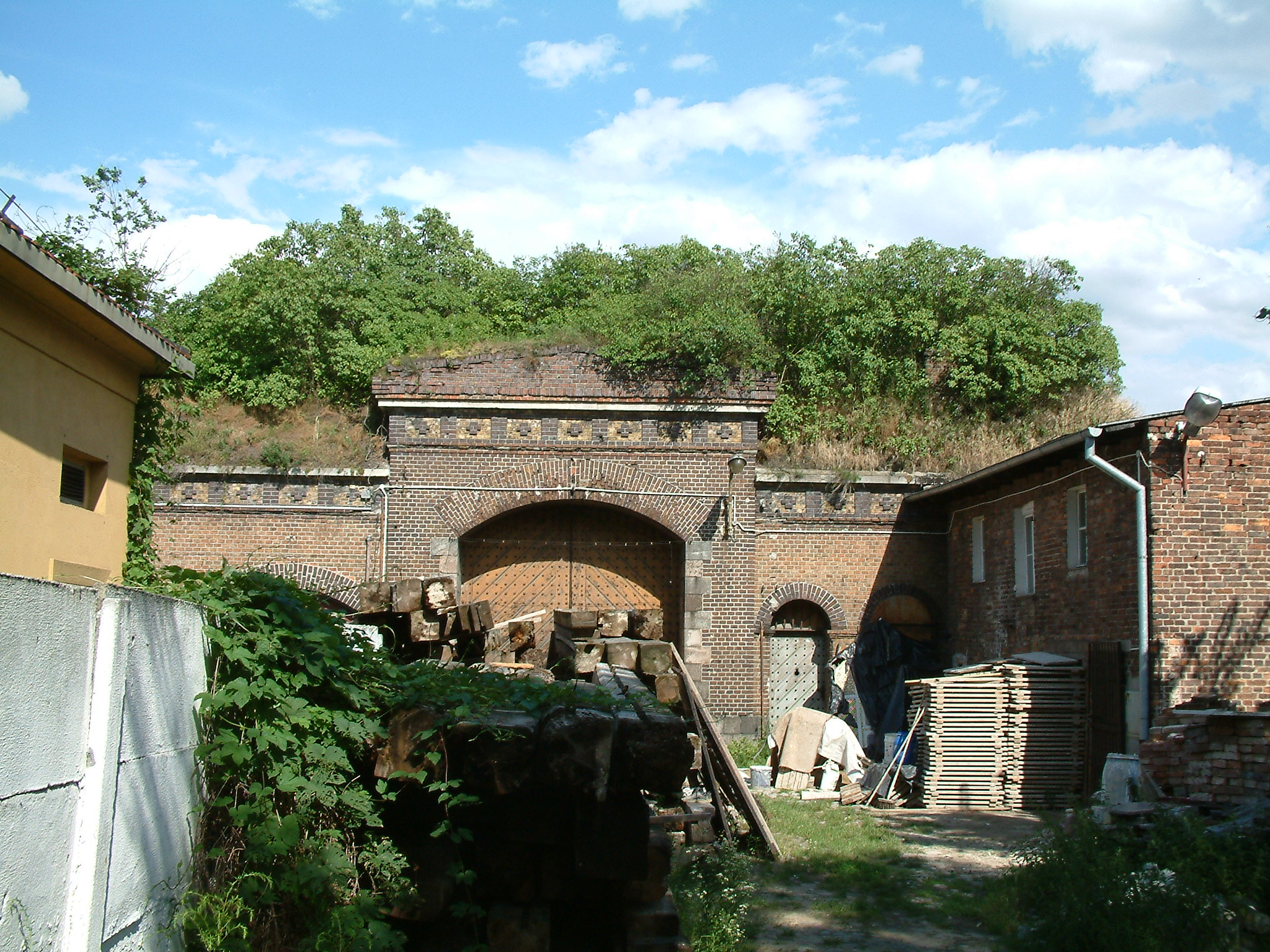
Resten van de Dom Schleuse, deel van de binnenste verdedigingsring. Binnenaanzicht.